# Vlag van Bastenaken
De vlag van Bastenaken is op onbekende datum bij raadsbesluit vastgesteld als de vlag van de gemeente Bastenaken in de Belgische provincie Luxemburg. De vlag kan als volgt worden beschreven:
Twee even lange banen van rood en van blauw.
De vlag komt overeen met het vlagontwerp van de Raad van Heraldiek en Vexillologie (Frans: Conseil d’héraldique et de vexillologie). De kleuren zijn afkomstig van het gemeentewapen.